# Дорније Do H
Дорније Do H је немачки ловачки авион. Авион је први пут полетео 1922. године. 

Највећа брзина у хоризонталном лету је износила 253 km/h. Размах крила је био 10,00 метара а дужина 7,40 метара. Маса празног авиона је износила 895 килограма а нормална полетна маса 1280 килограма.

## Наоружање
| Наоружање авиона: Дорније      |      |
| Ватрено (стрељачко) наоружање  |      |
| Топ                            |      |
| Митраљез                       |      |
| Број и ознака митраљеза        | 2    |
| Калибар                        | 7,92 |
| Бомбардерско наоружање (бомбе) |      |
| Ракетно наоружање (ракете)     |      |